# Predio Santiago
Predio Santiago är en ort i Mexiko.   Den ligger i kommunen San Cristobal De Casas och delstaten Chiapas, i den sydöstra delen av landet, 800 km öster om huvudstaden Mexico City. Predio Santiago ligger 2 331 meter över havet och antalet invånare är 487.
Terrängen runt Predio Santiago är kuperad. Runt Predio Santiago är det tätbefolkat, med 459 invånare per kvadratkilometer. Närmaste större samhälle är San Cristóbal de las Casas, 8,1 km väster om Predio Santiago. I omgivningarna runt Predio Santiago växer i huvudsak städsegrön lövskog.